# Seis pequeños preludios, BWV 933-938
Los Seis pequeños preludios, BWV 933-938 son una serie de preludios escritos para clavecín por el compositor barroco alemán Johann Sebastian Bach entre 1717 y 1720. No obstante, no fueron publicados hasta 1802. Todos ellos son breves estudios de interés pedagógico, que requieren un profundo conocimiento de la técnica. Son parte de una serie de 18 preludios que Bach produjo esporádicamente en el periodo que va de 1717 a 1720, principalmente con fines instructivos por lo que no estaban destinados para su interpretación ante un público.

## Análisis

### Pequeño preludio en do mayor, BWV 933
Esta miniatura es la primera de la serie. Bach compuso esta pieza para que sus estudiantes se familiarizaran con el teclado, de modo que no se publicó hasta 1802 . Este preludio está dividido en dos secciones cortas repetidas, seguidas por una variación de cada sección, y tiene como objetivo adquirir una independencia completa de las manos.

### Pequeño preludio en do menor, BWV 934
Esta obra es similar a un minueto. 
El compositor de música para videojuegos Mike Morasky hizo una versión en la menor para la banda sonora del videojuego Portal 2.

### Pequeño preludio en re menor, BWV 935
Está estructurado como una invención a dos voces. La composición comienza con la presentación del tema y contrapunto simple. Más tarde, el tema y sus exposiciones se presentan en dos ocasiones, con un tercer aspecto ligeramente diferente, como en el preludio anterior 

### Pequeño preludio en re mayor, BWV 936
El cuarto preludio es muy similar a una sonata a trío.

### Pequeño preludio en mi mayor, BWV 937
Este preludio es moderadamente difícil y tiene algunos problemas relacionados con las invenciones a dos voces. La composición comienza con la presentación del tema, seguida de un abundante material temático secundario. El tema reaparece varias veces.

### Pequeño preludio en mi menor, BWV 938
La pieza se abre con la presentación del tema, acompañado de un elaborado contrapunto.